# Операція «Шінгл»

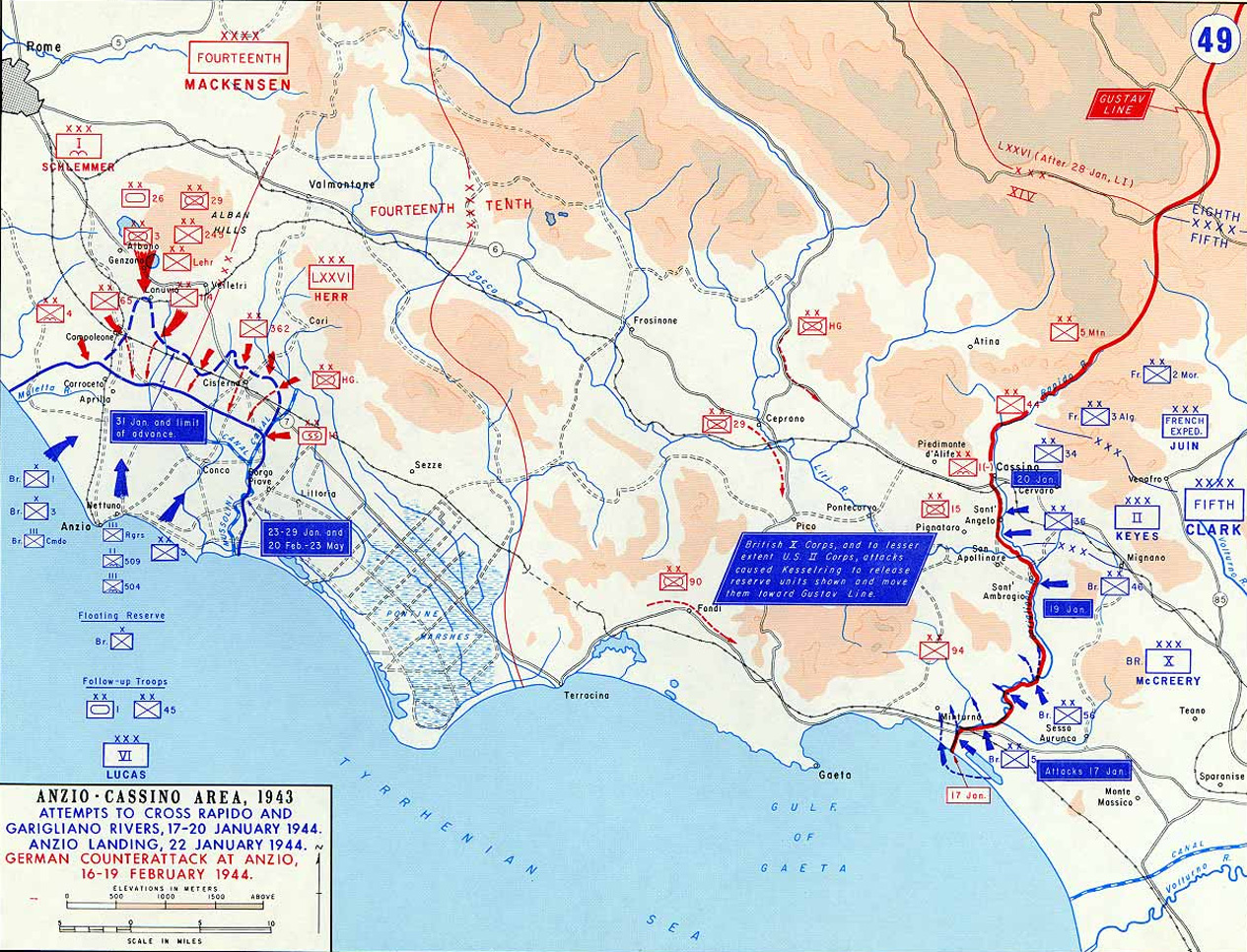
Карта висадки військ союзників в Анціо та Неттуно

Операція «Шінгл» (англ. Operation Shingle), також битва за Анціо (англ. Battle of Anzio) — морська десантна операція, що була проведена американсько-британськими військами з висадки морського десанту в районі італійських міст Анціо та Неттуно за часів Другої світової війни. Десантна операція під командуванням генерал-майора Джона П. Лукаса мала за мету висадку військ союзників у тиловій смузі німецьких військ за оборонними позиціями нацистів на Зимовій лінії поблизу Риму.
Спочатку висадка десанту в цьому місці йшла успішно, німці опинилися не готовими до проведення протидесантної операції. Однак, географічні умови плацдарму були дуже складними, район був оточений осушеними болотами та передгір'ям Апенінських гір й подальше просування англо-американських військ залежало від рішучих та ініціативних дій командування сил вторгнення, а також елементів несподіванки і стрімкості, з якою союзники могли прорватися із захоплених плацдармів, поки німці зможуть адекватно відреагувати. Будь-яка затримка призводила до окупації гір військами Вермахту та блокуванням сил вторгнення на узбережжі.
Морський десант союзників висадився на італійський берег дуже легко, практично не зустрічаючи опору з боку німецьких чи італійських військ, патрульний «джип» навіть доїхав до околиці Риму, доповівши про відсутність будь-яких підрозділів противника. Незважаючи на цю доповідь, генерал Лукас, який мало вірив в успіх запланованої операції продемонстрував надмірну застережливість, й проігнорувавши елемент несподіванки, своїм наказом затримав просування своїх військ на кілька днів, поки укріпляв захоплені позиції й не переконався в тому, що його війська готові до подальшого просування.
Доки війська західних союзників гаяли час, укріплюючись на захопленому узбережжі, генерал-фельдмаршал Альберт Кессельрінг, головнокомандувач німецькими військами на італійському театрі дій, без коливань скористався ваганнями супротивника й перекинув усі свої резерви й створив потужне кільце оборони навколо плацдарму, зосереджуючи опорні пункти на гірських гребенях, де його артилеристи мали чітке уявлення про кожну ціль на береговій лінії. Німці зупинили роботу дренажних насосів і затопили осушені болота морською водою. Повністю ігноруючи протести італійців, Кессельрінг таким чином відновив солонувате середовище, у якому процвітали комарі й утворив умови для епідемії малярії. Між тим, протягом тижня, поки союзники збиралися з силами, постійний артилерійський вогонь вівся по всьому на пляжі, болотах, гавані, що було помітно на пагорбах.
Через місяць важкої, але безрезультатної боротьби генерал Лукас був звільнений з посади і відправлений додому, його змінив генерал-майор Лучіан Траскотт. Нарешті у травні, після того, як союзники зосередили в 4 рази більше військ, вони спромоглися прорватися із зони висадки, але, замість того, щоб вирвавшись на оперативний простір, вдарити в тил 10-й німецькій армії, що билася при Монте-Кассіно, Траскотт за наказом М. В. Кларка повернув свої війська на північний захід у бік Риму, який був захоплений 4 червня. В результаті, основні сили німецької 10-ї армії були в змозі відійти з-під Монте-Кассіно і приєднатися до решти сил Кессельрінга північніше Риму, перегрупуватися і організувати запеклий опір на оборонних позиціях Готської лінії оборони.

## Історія операції

### Передумови
Наприкінці Тегеранської конференції генерал Дуайт Ейзенхауер, до того часу верховний головнокомандувач на Середземноморському театрі війни, був призначений верховним головнокомандувачем союзних експедиційних сил в Європі і головнокомандувачем операції «Оверлорд». Американський генерал був замінений на своїй попередній посаді спочатку Генрі Мейтлендом Вільсоном, який обіймав цю посаду близько року, а потім британським генералом Гарольдом Александером, що перебував на ній до кінця конфлікту. Таким чином, Середземномор'я стало переважно британським театром військових дій і розглядалося американцями як другорядний театр війни в Європі після «Оверлорда», який був так званим «другим фронтом», на який вони спрямували максимум своїх організаційних і матеріальних зусиль.
Попри це, британському прем'єр-міністру Вінстону Черчиллю вдалося переконати керівництво США в корисності постійного тиску також і на італійському фронті і в Егейському морі. В результаті Ейзенхауер, до якого постійно зверталася британська сторона, погодився перевести 68 великих десантних кораблів типу LST, призначених для операції «Оверлорд», в Середземне море до середини січня, щоб полегшити операцію наземних сил з опанування Риму. Деталі були опрацьовані під час Каїрської конференції, по завершенні якої американці залишилися твердо налаштованими дотримуватися раніше узгодженої стратегії: після падіння Риму 15-та група армій Александера, розгорнута в Італії, зможе просунутися на північ до лінії Піза-Ріміні, але наявні сили будуть скорочені на користь висадки в південній Франції. Таким чином, основні зусилля союзників мали бути зосереджені в Західній Європі.
Але, наприкінці 1943 року, після вторгнення союзників в Південну Італію, війська союзників зав'язли на «лінії Густава» — оборонній лінії, що простягалася через всю Італію південніше стратегічної мети союзників — Риму. Місцевість центральної Італії виявилась ідеально придатною для оборони, і фельдмаршал Альберт Кессельрінг повністю скористався цією перевагою.
Операція «Шінгл» була задумана у грудні 1943 року британським прем'єр-міністром Вінстоном Черчиллем, коли він перебував на лікуванні в Марракеші, одужуючи від пневмонії. Його замисел полягав у тому, щоб висадити дві дивізії в Анціо в тилу німецьких військ, що тримали оборону в центральній Італії, і захопити Рим, стратегічну мету поточної битви в Італійській кампанії. До лютого він одужав і дошкуляв своїм командирам за план атаки, звинувачуючи їх у тому, що вони не хочуть воювати, а зацікавлені лише в тому, щоб отримати зарплату і їсти пайок. Генерал Гарольд Александер, командувач союзних армій в Італії, вже розглядав такий план з жовтня, замислюючи висадку п'яти дивізій. Однак 5-та армія не мала ані військ, ані засобів для їх десантування морем. Кларк запропонував висадити посилену дивізію, щоб відволікти частину німецьких військ від потужних укріплень поблизу Монте-Кассіно.
Плацдарм Анціо, де планувалася висадка союзних військ, знаходиться на північно-західному кінці ділянки меліорованих боліт, колишніх Понтійських боліт, а нині Понтійських полів (італ. Agro Pontino). Раніше непридатне для життя через комарів, що переносили малярію, в римські часи армії якнайшвидше пересувалися через нього військовою дорогою Віа Аппіа. З одного боку болото було обмежене морем, а з іншого — горами: Монті-Альбані, Монті-Лепіні, Монті-Аусоні, а далі на південь — Монті-Аурунчі (де союзники зупинялися перед Монте-Кассіно). Загалом ці гори називаються Монті Лаціалі, тобто гори Лаціо, стародавнього Лація. Війська, що наступали з півдня, мали вибір: перейти болото або скористатися єдиною дорогою до Риму, Віа Латина, що проходила вздовж східних схилів Монті Лаціалі, ризикуючи потрапити в пастку. У 1930-х роках за Беніто Муссоліні болота були перетворені на сільськогосподарські угіддя. Були побудовані канали та насосні станції, щоб відкачувати солонувату воду із землі. Ці канали розділили землю на приватні ділянки з новими кам'яними будинками для колоністів з півночі Італії. Муссоліні також заснував п'ять міст, зруйнованих під час битви.
Коли 3-тя американська дивізія Лучіана Траскотта була вперше обрана для операції, він вказав Кларку на те, що цей регіон є смертельною пасткою і ніхто не виживе. Погодившись, Кларк скасував операцію, але прем'єр-міністр Черчилль відновив планування висадки військ саме тут. Два союзники мали різні погляди на стратегічну мету операції: американці розглядали таку висадку як ще одне відволікання частки сил противника від Кассіно, але якщо вони не зможуть прорватися в Кассіно, то бійці в Анціо опиняться в пастці. Черчилль і британське командування передбачали обхідний маневр з флангу, який завершився б захопленням Риму. Командувач Середземноморським театром генерал Дуайт Д. Ейзенхауер, від'їжджаючи для командування операцією «Оверлорд», залишив рішення за Черчиллем, попередивши про непередбачуваність перебігу цієї операції та реакції німців, що їм протистояли.

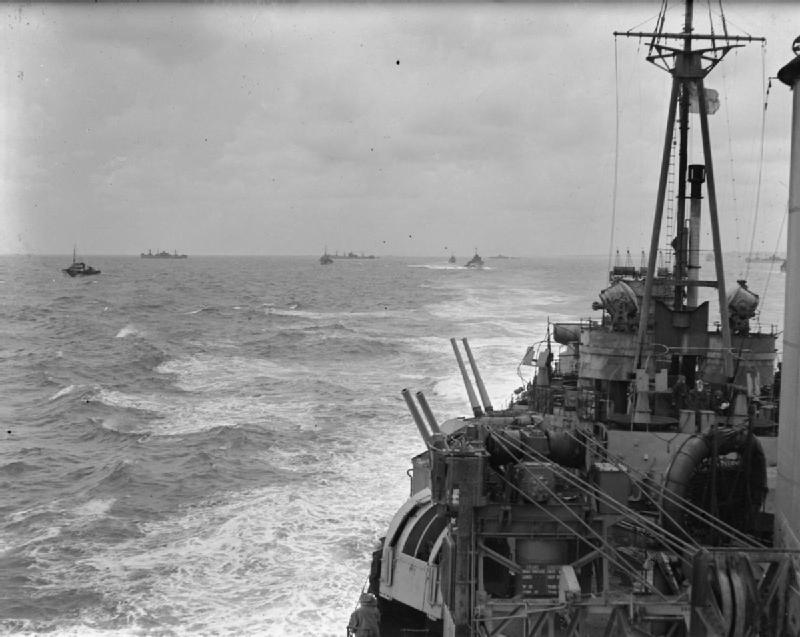
Британський легкий крейсер «Морішиес» в готовності здійснювати підтримку висадки десанту на плацдарм в Анціо

Остаточний план передбачав, що генерал-майор Лукас очолить американський VI корпус при висадці в районі Анціо з подальшим наступом на Альбанські пагорби, щоб перерізати німецькі комунікації і «загрожувати тилу німецького XIV танкового корпусу» (під командуванням Фрідоліна фон Зенгера унд Еттерліна). Сподівалися, що такий наступ відверне німецькі війська від району Монте-Кассіно і сприятиме прориву союзників.

### Планування операції
За розрахунками планувальників операції вважалося, що якщо Кессельрінг (командувач німецькими військами в Італії) відведе війська з лінії «Густава» для захисту від наступу союзників, то війська союзників зможуть прорвати цю лінію; якщо ж Кессельрінг не відведе війська з лінії Густава, то операція «Шингл» загрожуватиме захопленням Риму і відріже німецькі частини, що обороняють лінію «Густава». Якби Німеччина мала достатнє підкріплення і для оборони Риму і для утримання лінії «Густава» одночасно, союзники вважали, що операція все одно була б корисною, які в іншому випадку могли б бути задіяні на іншому фронті. Операція була офіційно скасована 18 грудня 1943 року. Проте згодом її розроблення було відновлено.
Кларк не відчував, що у нього достатньо сил на південному фронті, щоб скористатися будь-яким проривом. Тому його розрахунок базувався на тому, що наступ з південного напряму відтягне на себе резерви Кессельрінга і дасть можливість військам, що висадяться в Анціо, швидко прорватися вглиб країни. Це також відповідало вимогам наказу головнокомандувача Александера: «…здійснити штурмову висадку на пляжі в околицях Риму з метою перерізати ворожі лінії комунікацій і створити загрозу тилу німецького XIV корпусу [на лінії Густава]». Його письмові накази Лукасу насправді не відображали цього. Спочатку Лукас отримав наказ «1. захопити і утримати плацдарм в районі Анціо. 2. Просунутись і утримати Коллі Лаціалі [Альбанські пагорби]. 3. Бути готовим до наступу на Рим». В останніх наказах Кларка говорилося: «…2. Наступати на Коллі Лаціалі», надаючи Лукасу значну свободу дій щодо часу наступу на Альбанські гори. Цілком ймовірно, що обережність, яку проявляли і Кларк, і Лукас, певною мірою була результатом досвіду Кларка у важкій битві за Салернський плацдарм, а Лукаса — природною обережністю, що випливала з його недостатнього бойового досвіду.

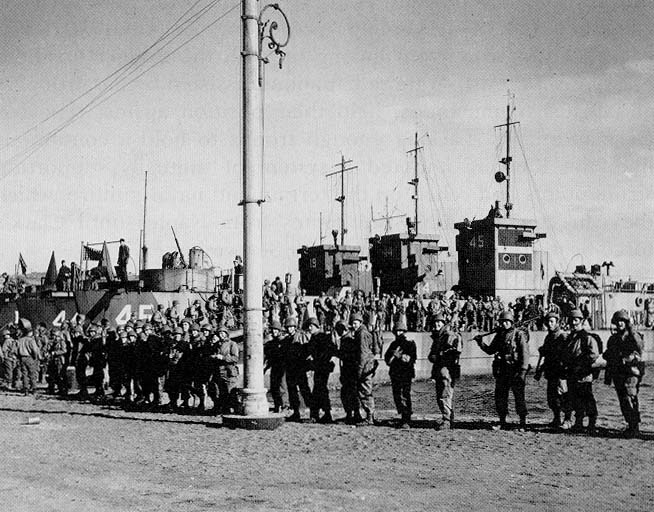
3-й батальйон американських рейнджерів здійснює посадку на десантний корабель для висадки в Анціо

Ні Кларк, ні Лукас не мали повної довіри ні до свого начальства, ні до оперативного плану. Разом з більшістю штабу 5-ї армії вони вважали, що «Шінгл» — це завдання для двох корпусів або навіть для всієї армії. За кілька днів до висадки Лукас записав у своєму щоденнику: «Вони закінчать тим, що висадять мене на берег з неадекватними силами і поставлять мене в серйозну халепу… Тоді, хто буде винен?» і «[Операція] має сильний запах Галліполі, і, очевидно, на тренерській лаві все той же любитель». Під формулюванням «любителя» він міг мати на увазі лише Вінстона Черчилля, ідеолога катастрофічної висадки в Галліполі під час Першої світової війни і палкого прихильника операції «Шінгл».

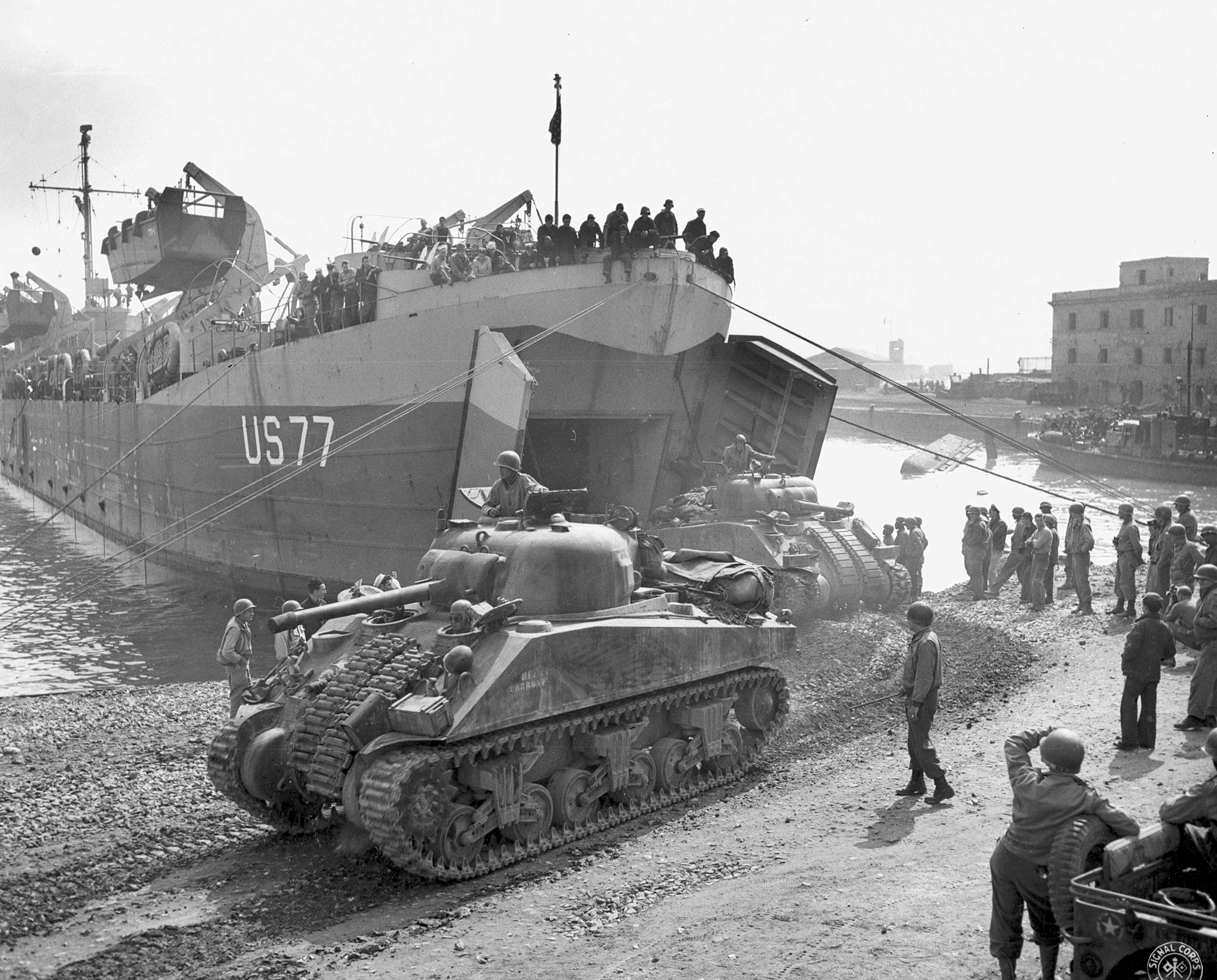
Танки «Шерман» вивантажуються з десантних кораблів LST на плацдарм в Анціо

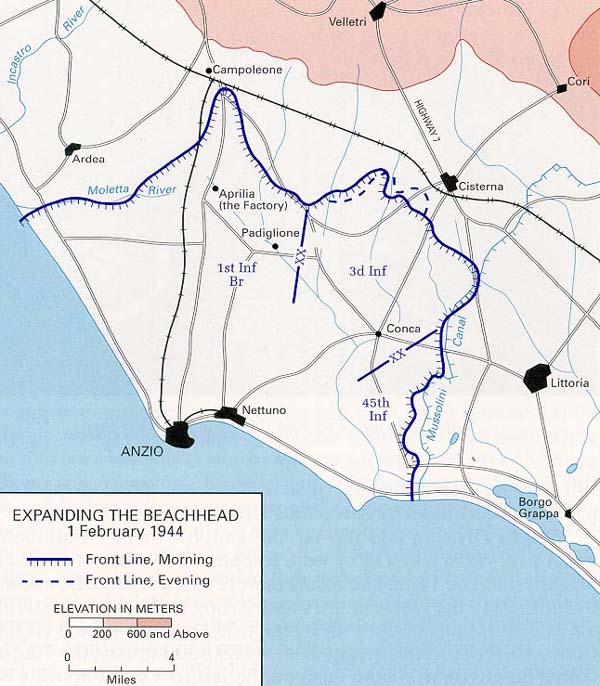
Плацдарм союзників в Анціо станом на 1 лютого 1944 року

### Хід операції
У п'ятницю 21 січня о 17:20 флотське угруповання під командуванням контрадмірала Томаса Трубріджа, що призначалося для висадки морського десанту в Анціо, знялося з якоря в порту Неаполя і, зробивши маневр на південь, відпливло в напряму плацдарму. О 00:04 Дня «Д», із запізненням на чотири хвилини, перші десантні кораблі союзників кинули якір за 5 кілометрів від берега і почали висадку десанту, чому сприяла відсутність вітру і спокійне море. Британська 1-ша дивізія на лівому фланзі висадилася за 8 кілометрів на північ від Анціо на широкій ділянці узбережжя під назвою «Пітер», що прилягала до сучасного населеного пункту Лідо-дей-Джіглі і поділялася з півночі на південь на «Червоний», «Жовтий» і «Зелений» сектори плацдарму; сапери одразу ж зайнялися знешкодженням мін, встановлених на березі. Незабаром тисячі людей британського десанту просунулися в напрямку Боско Падільйоне, натрапивши лише на невелику групу німців, яких взяли в полон, коли вони ще спали. Тим часом, вивантаження особового складу та військової техніки сповільнилися, і на плацдармі виникла певна плутанина.
На правому крилі, де простягався пляж «Ікс Рей», 3-тя американська піхотна дивізія висадилася трохи південніше Неттуно в «Червоному» і «Зеленому» секторах, які простягалися аж до Торре Астура, в той час як рейнджери негайно після висадки вирушили в напрямку Казино Парадізо на північ від Анціо після висадки в «Жовтому» секторі (розташованому між Анціо і Неттуно). За короткий час, застосувавши кілька вогнеметів, рейнджери домоглися капітуляції розташованої там зенітної батареї і взяли дев'ятнадцять полонених; тим часом приданий їм загін саперів зняв з причалу невеликого порту Анціо понад 20 тонн вибухівки, закладеної німцями для його знесення.
Загалом у першій хвилі вторгнення 36 000 солдатів і 3200 бойових і спеціальних машин десанту висадилися на плацдармі. Тринадцять солдатів союзників було вбито і 97 дістали поранень; близько 200 німців потрапили в полон. 1-ша британська дивізія проникла на 3 км вглиб країни, рейнджери захопили порт Анціо, 509-й парашутно-десантний полк опанував Неттуно, а 3-тя британська дивізія просунулася на 5 км вглиб італійської території.
У перші дні операції командування італійського руху опору мало зустріч з союзницьким Генеральним штабом: воно запропонувало провести союзницькі сили через територію Альбанських пагорбів, але союзницьке командування відхилило цю пропозицію.
Керівництво генерала Лукаса очікувало від нього якихось активних наступальних дій. Задум висадки полягав у тому, щоб, скориставшись відкритим тилом противника, в такий спосіб зламати німецьку оборону на Зимовій лінії і, сподіваючись на паніку, змусити німців відступити на північ повз Рим. Однак Лукас замість цього зхосередив більше людей і матеріалів на свій крихітний плацдарм і почав інтенсивно зміцювати його оборону.
Вінстон Черчилль був явно незадоволений цими діями. Він сказав: «Я сподівався, що ми викидаємо на берег дику кішку, але все, що ми отримали — це кит, який потрапив на мілину».
Рішення Лукаса залишається суперечливим. Відомий військовий історик Джон Кіган писав: «Якби Лукас ризикнув атакувати Рим у перший же день, його загони, ймовірно, змогли б це зробити, хоча незабаром були б розбиті. Тим не менш, він міг би „зробити ставки далеко в глибині країни“.» Однак, «Лукас не мав впевненості в успішності стратегічного замислу операції. Крім того, він, безумовно, міг би стверджувати, що його інтерпретація наказів Кларка не була до кінця ясною. З двома висадженими дивізіями і вдвічі чи втричі більшою кількістю німців, для Лукаса було б розумно вважати плацдарм незахищеним». Але, на думку Кігана, Лукас своїми діями «дійшов найгіршого варіанту, наражаючи власні війська на ризик, і не нав'язуючи його ворогу».

### Реакція німців

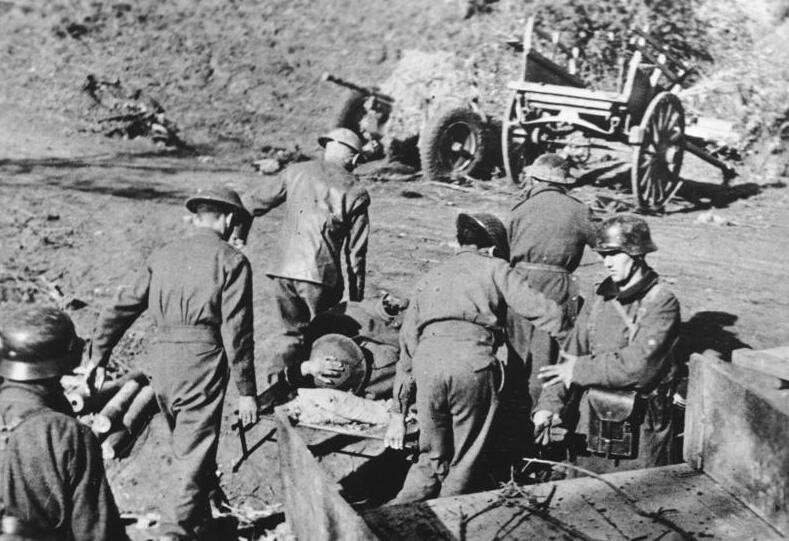
Британські військовополонені, захоплені в боях під Неттуно. Лютий 1944

Кессельрінгу повідомили про висадку о 3 годині ночі 22 січня. Хоча висадка ворога стала для нього несподіванкою, Кессельрінг свого часу оперативні плани на випадок висадки десанту в усіх ймовірних місцях. Всі плани покладалися на те, що кожна з його дивізій заздалегідь організувала моторизовану групу швидкого реагування (нім. Kampfgruppe), яка могла б швидко пересуватися назустріч противникові і виграти час для того, щоб решта німецьких формувань здійснили передислокацію та зайняли визначені їм позиції та рубежі. О 5 ранку він розпочав операцію «Ріхард» і наказав Kampfgruppe 4-ї парашутної дивізії та танковій дивізії «Герман Герінг» захищати дороги, що ведуть з Анціо до Альбанських пагорбів, через Камполеоне і Чістерну. Паралельно в готовність були приведені приблизно 20000 солдатів, які мали прибути наприкінці першого дня до загрозливого напрямку. Крім того, він звернувся до ОКВ з проханням надіслати підкріплення, у відповідь на що вони відправили з Франції, Югославії та Німеччини еквівалент більш ніж трьох дивізій, одночасно передавши Кессельрінгу ще три дивізії в Італії, які перебували під безпосереднім командуванням ОКВ у резерві. Пізніше того ж ранку він наказав генералу Ебергарду фон Маккензену, командувачу 14-ї армії і генералу Генріху фон Віттінгоффу, командувачу 10-ї армії на «Лінія Густава» виділити в його розпорядження додаткові підкріплення.
Німецькі підрозділи, що знаходилися в безпосередній близькості від плацдарму, були відправлені на посилення лінії Густава лише кількома днями раніше. Всі наявні резерви з південного фронту або на шляху до нього були перекинуті до Анціо і Неттуно; це були 3-тя панцергренадерська і 71-ша піхотна дивізії, а також основна частина танкової дивізії Люфтваффе «Герман Герінг». Кессельрінг спочатку вважав, що успішна оборона буде неможливою, якщо 23 або 24 січня союзники розпочнуть великий наступ з плацдарму. Однак до кінця 22 січня відсутність будь-яких агресивних дій переконала його в тому, що оборону можна втримати. Тим не менше, 23 січня прибуло небагато додаткових захисників, хоча прибуття ввечері 22 січня генерал-лейтенанта Альфреда Шлемма і штабу його 1-го парашутного корпусу додало більшої організованості і цілеспрямованості німецьким оборонним приготуванням. До 24 січня німці вже мали понад 40 000 солдатів на підготовлених оборонних позиціях.
Через три дні після висадки плацдарм був обложений організованою німецьким командуванням лінією оборони, кістяк якої складався з трьох дивізій: 4-ї парашутної на заході, 3-ї панцергренадерської дивізії в центрі перед пагорбами Альбан, і танкової дивізії «Герман Герінг» на сході.

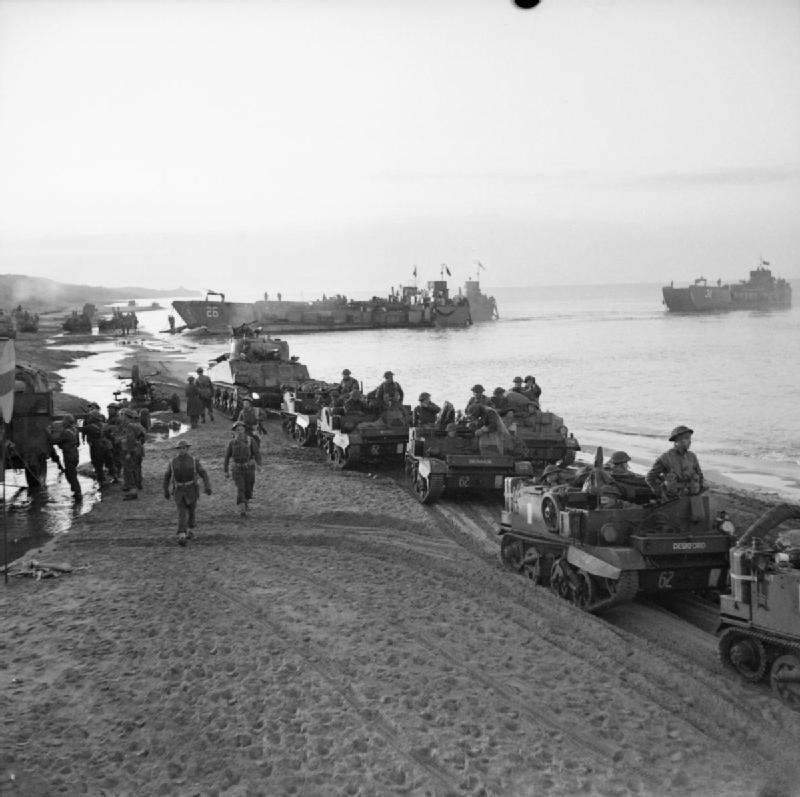
Колона британських військ з танків «Шерман» та бронетранспортерів Universal Carrier висувається колоною. Анціо. 1944

25 січня керівництво усіма силами оборони по периметру плацдарму Кессельрінг поклав на командувача 14-ї армії фон Макензена. Частини восьми німецьких дивізій були задіяні на лінії оборони навколо плацдарму, а ще п'ять дивізій перебували на шляху до району Анціо. Кессельрінг наказав атакувати плацдарм 28 січня, але врешті її перенесли на 1 лютого.
Тим часом англо-американське угруповання десанту продовжувало нарощування: на плацдарм прибули підрозділи американських 45-ї піхотної та 1-ї бронетанкової дивізій. Таким чином, до 29 січня загальна чисельність військ союзників на плацдармі становила вже до 69 000 осіб, 508 гармат і 208 танків, у той час як загальна чисельність німців, що оборонялися, зросла до 71 500 військовослужбовців. 30 січня Лукас ініціював атаку на двох напрямках. Одна штурмова група мала перерізати шосе 7 в районі Чистерна-ді-Латіна перед тим, як рухатися на схід до Альбанських пагорбів, друга — просуватися на північний схід по Віа-Анціате в напрямку Камполеоне.
31 січня союзні війська перейшли в наступ. Основний удар на Камполеоне здійснала 1-ша британська піхотна дивізія, головні сили 3-ї американської дивізії разом з рейнджерами атакували в напряму на Чистерну. Американцям вдалося захопити територію глибиною до 4,8 км на 11-км фронті, але вони не змогли прорватися або захопити Чистерну. Праворуч, перед основним штурмом, два батальйони рейнджерів провели зухвалий приховане рейд на це італійське місто. Втім, через помилки розвідки, з настанням світлого часу доби вони були атаковані і відрізані. Почався жорстокий бій з частинами танкової дивізії «Герман Герінг». Рейнджери почали здаватися в полон поодинці або невеликими групами, спонукаючи інших, діючи на власний розсуд, розстрілювати їх. З 767 бійців 1-го та 3-го рейнджерських батальйонів лишень шість повернулися на позиції союзників, а 761 був убитий або потрапив у полон.

### Подальші бої
На початок лютого німецькі війська у складі 14-ї армії налічували близько 100 000 солдатів, організованих у два армійські корпуси: I парашутний корпус під командуванням Шлемма та LXXVI танковий корпус під командуванням генерал-лейтенанта Трауготта Герра. Сили союзників на той час налічували 76 400 осіб (включно з нещодавно прибулою британською 56-ю піхотною дивізією під командуванням генерал-майора Джеральда Темплера, яка прибула у повному складі 16 лютого). Після проведення розвідувальних заходів на виступі Камполеоне вдень 3 лютого німецькі війська розпочали повноцінну контратаку о 23:00, щоб «зрізати» виступ і «вирівняти» лінію фронту. Фон Макензен планував зрівняти виступ з землею, замість того, щоб використовувати стрімкий і цілеспрямований наступ, який би перерізав його навпіл. Через кілька годин після початку атаки цілісність лінії фронту була повністю зруйнована, і наступ на виступ, зайнятий противником, перетворився на локальні бої невеликих підрозділів, що хиталися туди-сюди по ярах. Вранці 4 лютого ситуація ставала дедалі серйознішою: від 1-го батальйону Ірландських гвардійців (24-ї гвардійської бригади) залишилася лише одна згуртована стрілецька рота, а на протилежному боці виступу почав розпадатися 6-й батальйон Гордонських горців (2-ї бригади); особовий склад трьох рот цього батальйону потрапив у полон.
Попри тому, що система оборони плацдарму була майже зруйнована, Лукас зміг зміцнити її силами британської 1-ї дивізії, посиленої підрозділами новоприбулої 168-ї бригади (56-ї дивізії). 3-й бригаді було визначено завдання утримувати вершину плацдарму завдовжки 3,2 км і шириною майже 900 метрів на дорозі, що йде на північ від Камполеоне, але після німецьких атак рано вранці 4 лютого частка британських формувань була відрізана від головних сил і опинилася в оточенні в мішку. Вони утримували оборону цілий день, зазнавши важких втрат, але врешті-решт отримали наказ відступити і о 17:00 здійснили прорив до своїх військ за підтримки вогню артилерії та 46-го Королівського танкового полку.
З 5 по 7 лютого обидві сторони вели інтенсивне бомбардування противника, використовуючи важку артилерію та бомбардувальники. О 21:00 7 лютого німці відновили свою атаку. Бої знову стали запеклими і вермахту вдалося прорвати позиції на стику двох британських батальйонів і майже оточити їх; саме за керівництво британськими контратаками в цей період майор Вільям Сідні, командир роти в 5-му Гренадерському гвардійському полку, пізніше був нагороджений хрестом Вікторії. Повільно союзники були змушені здавати позиції і до 10 лютого були витіснені з виступу. Лукас наказав атакувати 11 лютого, щоб повернути втрачені позиції, але німці, попереджені радіоперехопленням, відбили погано скоординовану атаку союзників.

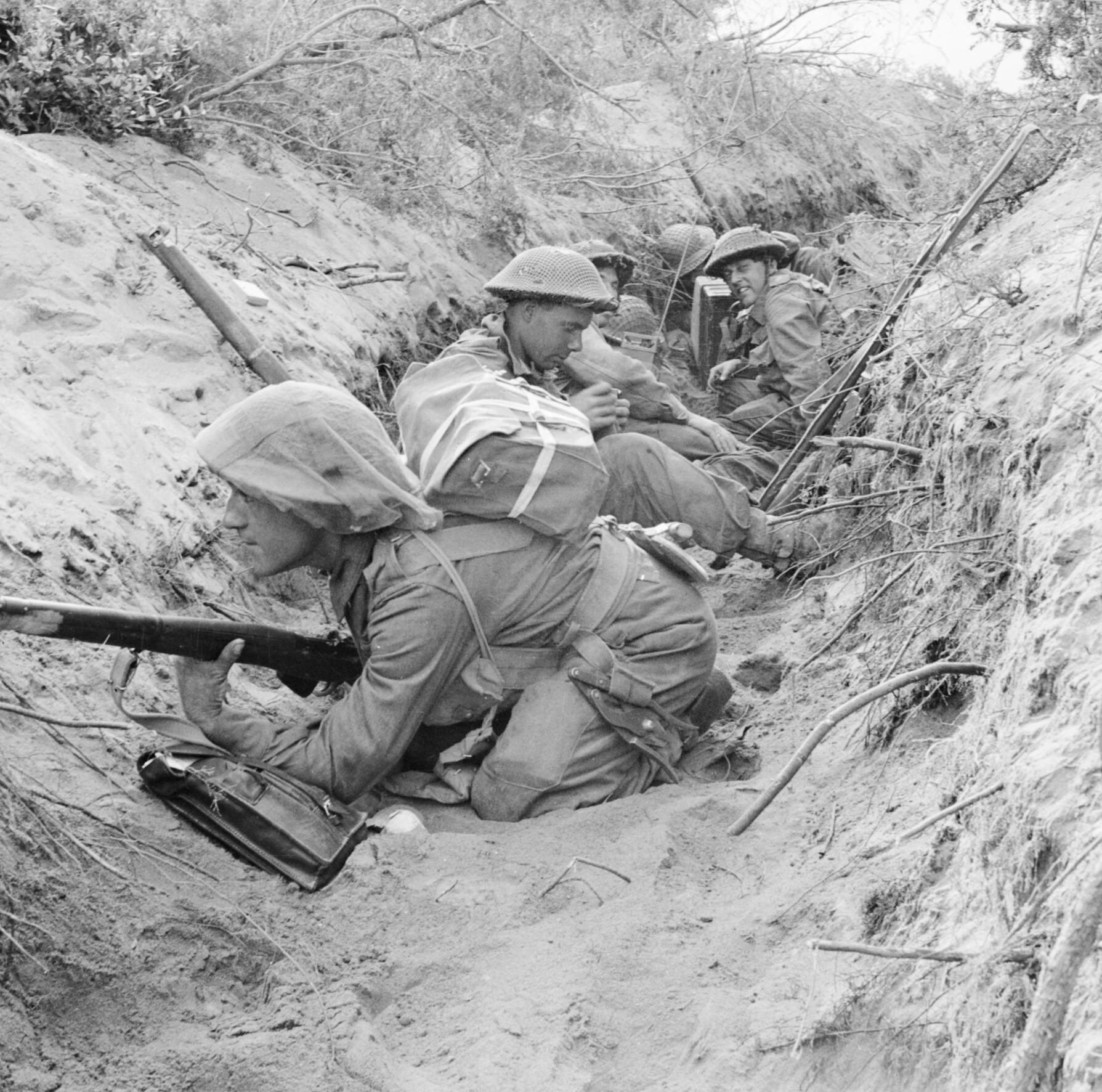
Британські солдати 5-ї піхотної дивізії в окопі під час бою. Травень 1944

16 лютого німці розпочали новий наступ (операція «Фішфанг») вздовж лінії Віа Анціате, цього разу за підтримки танків «Тигр». Вони прорвалися в смузі оборони 167-ї бригади нещодавно прибулої 56-ї (Лондонської) дивізії і практично знищили роти «X» і «Y» 8-го батальйону Королівських стрільців, кожна з яких скоротилася з приблизно 125 осіб до одного офіцера і 10 рядових.
До 18 лютого, після відчайдушних боїв, останній рубіж оборони союзників на плацдармі (підготовлені оборонні споруди більш-менш на лінії початкового плацдарму) був атакований. Військам генерала Ебергарда фон Маккензена майже вдалося розбити противника, але контратака з використанням резервів VI корпусу зупинила німецький наступ, і 20 лютого «Фішфанг» видихнувся, коли обидві виснажені сторони позбавилися будь-яких спроможностей вести активні бойові дії. Під час «Фішфангу» німці зазнали близько 5400 втрат, союзники — 3500. Обидві сторони зазнали майже 20 000 втрат з моменту першої висадки, і це була «найвища щільність втрат в італійській кампанії, й можливо, за всю війну».
18 лютого, повертаючись до Анціо, легкий крейсер «Пенелопа» був вражений двома торпедами і потонув, на борту загинуло 417 осіб.
Попри вичерпані сили і незадовільний стан військ, Гітлер наполягав на продовженні наступу 14-ї армії. Незважаючи на застереження Кессельрінга та фон Макензена, 29 лютого наступ було продовжено, цього разу на фронті LXXVI танкового корпусу навколо Чистерни. Цей наступ майже нічого не дав, окрім додаткових 2 500 втрат для 14-ї армії.
22 лютого командувач 5-ї армії генерал Кларк замінив Лукаса на Траскотта, призначивши Лукаса на посаду свого заступника до того часу, поки для нього не буде знайдено підходящої роботи в Сполучених Штатах.

### Пауза та розроблення нових планів
Обидві сторони зрозуміли, що до весни не вдасться досягти вирішального результату, і повернулися на вихідні оборонні позиції, розпочавши відновлювати свої бойові спроможності. В очікуванні наступної весни Кессельрінг наказав підготувати нову лінію оборони, лінію Цезаря С, за лінією плацдарму, що пролягала від гирла річки Тибр на південь від Риму через Альбано, огинаючи південніше Альбанські пагорби до Вальмонтоне і через Італію до Адріатичного узбережжя в Пескарі, за якою 14-та армія і, ліворуч від неї, 10-та армія могли б відступити в разі потреби. Тим часом Лучіан Траскотт, який 22 лютого посів посаду командира VI корпусу, працював зі своїм штабом над планами вирішального наступу в рамках загального наступу, який Александер планував на травень і який включав би великий наступ на Лінію Густава, операцію «Діадема». Задум плану полягав у тому, щоб повністю зв'язати війська Кессельрінга у великому наступі і усунути будь-яку можливість виведення німцями військ з Італії для передислокації на інший театр війни. Він також мав на меті затиснути основну частину німецької 10-ї армії між союзницькими військами, що наступали через Лінію Густава, і VI корпусом, що просувався вглиб країни від Анціо.
Протягом наступних кількох тижнів відбулося багато змін у військах з обох сторін. Американський 504-й парашутно-десантний полк, який воював з відзнакою, але зазнав великих втрат, 23 березня 1944 року був виведений до Англії. Також у березні до Анціо прибула 34-та піхотна дивізія США, а на початку травня — 36-та піхотна дивізія США. З британського боку 24-та гвардійська бригада 1-ї британської піхотної дивізії була замінена в перший тиждень березня 18-ю піхотною бригадою. Гвардійська бригада зазнала нищівних втрат (майже 2 000 від початкової чисельності понад 2 500 осіб) менш ніж за два місяці в Анціо. Наприкінці березня 56-ту (Лондонську) піхотну дивізію, яка зазнала дуже великих втрат, замінила 5-та британська піхотна дивізія. Наприкінці травня на плацдармі перебувало близько 150 000 союзних військ, у тому числі п'ять американських і дві британські дивізії, яким протистояли п'ять німецьких дивізій. Німці добре окопалися в підготовленій обороні, але поступалися за кількістю офіцерів і унтерофіцерів і на момент наступу наприкінці травня не мали жодних резервів (всі вони були відправлені на південь для участі в боях на лінії Густава).

### Прорив
О 5:45 ранку 23 травня 1944 року 1500 артилерійських гармат союзників розпочали артилерійську підготовку атаки. Через сорок хвилин гармати призупинилися, оскільки почалося бомбардування авіації, а потім артилерійський вогонь відновився, коли піхота і бронетехніка поринули вперед. Бої першого дня були інтенсивними: 1-ша бронетанкова дивізія втратила 100 танків, а 3-тя піхотна дивізія зазнала втрату 955 людей. Німці теж постраждали: 362-га піхотна дивізія, за оцінками, втратила до 50 % свого особового складу.
Фон Макензен був переконаний, що основний удар союзників буде спрямований вгору по Віа Анціо, і запеклість британської вилазки 23 і 24 травня не змогла переконати його в протилежному. Кессельрінг, однак, був переконаний, що наміри союзників полягають у захопленні шосе 6, і наказав танковій дивізії «Герман Герінг», розташованій у районі очікування за 240 км від Ліворно, передислокуватися до Вальмонтоне, щоб утримати шосе 6 відкритим для 10-ї армії, яка відступала цією дорогою з Кассіно.
У другій половині дня 25 травня Чистерна була остаточно взята підрозділами 3-ї дивізії, її піхоти довелося вести затяті вуличні бої, просуваючись від будинку до будинку, вичавлюючи з міста німецьку 362-гу піхотну дивізію, яка чинила запеклий опір і не відступала; як наслідок, до кінця дня німецька дивізія фактично припинила своє існування. До кінця дня 25 травня 3-тя піхотна дивізія пробила розрив при Веллетрі біля Корі, а частини 1-ї бронетанкової досягли рубежу на відстані приблизно 4,5 км від Вальмонтоне і вступили в сутичку з частинами дивізії «Герман Герінг», які тільки починали прибувати з Легорн. Хоча VI корпус зазнав понад 3300 втрат за три дні боїв, операція «Баффало» йшла за планом, і Траскотт був впевнений, що узгоджена атака 1-ї бронетанкової та 3-ї піхотної дивізій наступного дня дозволить його військам прорватися на шосе 6.

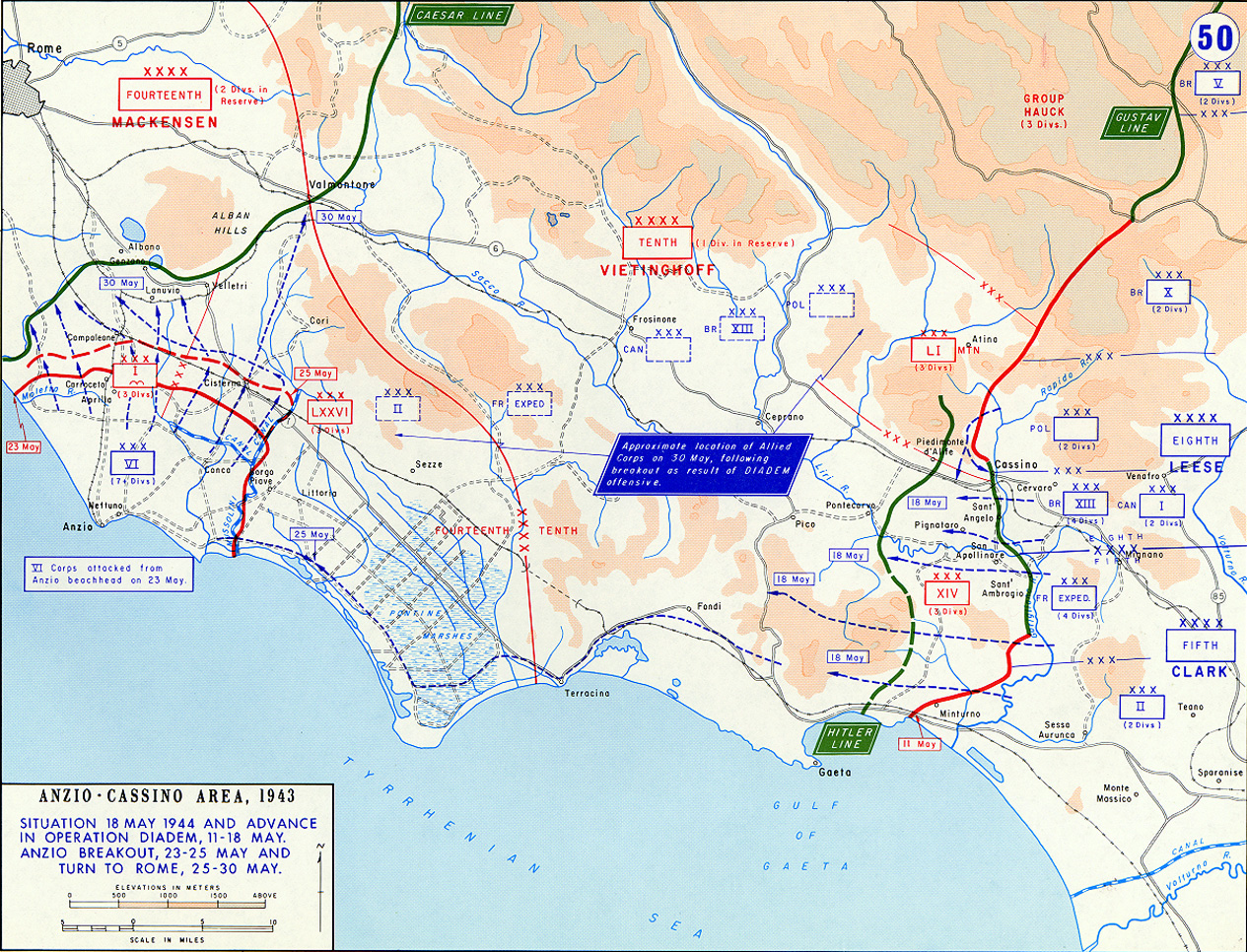
Прорив союзними військам ворожих позицій з плацдарму та лінії Густава і Гітлера станом на кінець травня 1944 року

Увечері 25 травня Траскотт отримав нові накази від Кларка через його оперативного офіцера, бригадного генерала Дона Бренда. Вони, по суті, передбачали проведення операції «Тартл» і розворот напрямку головного удару на 90 градусів ліворуч. Найважливіше те, що, хоча атака в напрямку Вальмонтона і шосе 6 триватиме, 1-ша бронетанкова дивізія повинна була відступити, щоб підготуватися до запланованого прориву вздовж нової напряму атаки, залишивши 3-тю дивізію наодинці, яка мусила продовжувати наступ в напрямку Вальмонтона, діючи лишень з 1-ю групою спецпризначення. Кларк поінформував Александера про ці події пізно вранці 26 травня, і на той час зміна наказів вже була доконаним фактом.
26 травня, коли VI корпус розпочав свій складний фланговий маневр, Кессельрінг кинув частини чотирьох дивізій у розрив при Веллетрі, щоб зупинити просування військ противника по шосе 6. Чотири дні вони вели затяті бої проти підрозділів 3-ї дивізії, поки 30 травня не відступили, залишивши шосе 6 відкритим і дозволивши семи дивізіям 10-ї армії відступити і попрямувати на північ від Риму.
На новому напряму головного удару значного прогресу не було досягнуто, доки 29 травня 1-ша бронетанкова дивізія не вийшла на вигідні позиції, коли фронт перемістився до головних оборонних рубежів лінії Цезаря С. Тим не менш, ранній прорив здавався малоймовірним, поки 30 травня 36-та дивізія генерал-майора Фреда Л. Вокера не знайшла пролом у «лінії Цезаря» на стику між I парашутним і LXXVI танковим корпусами. Піднявшись крутими схилами Монте-Артемізіо, вони створили загрозу Веллетрі з тилу і змусили німецьких захисників відступити. Це був ключовий переломний момент, і фон Макензен подав у відставку, яку Кессельрінг прийняв.
Ще більше посилюючи тиск, Кларк доручив командиру II американського корпусу, який наступав уздовж узбережжя від лінії Густава, 25 травня з'єднатися з VI корпусом, і атакувати правий бік Альбанських пагорбів і просуватися вздовж лінії шосе 6 на Рим.
2 червня під зростаючим тиском союзних військ «Лінія Цезаря» розвалилася, і 14-та німецька армія почала бойовий відхід через Рим. Того ж дня Гітлер, побоюючись нового Сталінграду, наказав Кессельрінгу «не захищати Рим». Наступного дня ар'єргарди були поступово розгромлені, і рано вранці 4 червня Кларк увійшов до Риму, провівши імпровізовану прес-конференцію на сходах Ратуші на Капітолійському пагорбі того ж ранку. Намагаючись створити враження, що визволення Риму це суто заслуга американців, генерал Кларк розмістив американську військову поліцію на дорожніх розв'язках, щоб заборонити в'їзд до міста британським військам.

### Наслідки операції
Серед істориків досі тривають спори щодо того, якби розвивалися події, якщо б Лукас був більш агресивним із самого початку. Втім, більшість коментаторів погоджуються з тим, що початковий план з висадки морського десанту під Анціо був помилковим. Вони ставлять під сумнів, що висадка трохи більше ніж двох піхотних дивізій фактично без підтримки бронетехніки була достатньою для досягнення визначених цілей: перерізання шосе 6 і подальшого стримування неминучих контратак, які мали б розпочатися, коли Кессельрінг передислокував свої війська.
П'ятий том книги Черчилля «Друга світова війна» пронизаний прихованою критикою генерала Лукаса, якого колишній британський прем'єр-міністр звинувачує в невдачі через його надмірну обережність. Після війни Кессельрінг дав свою оцінку: «Англо-американці були приречені на те, щоб перенапружуватися. Десант спочатку був слабким, лише дивізія піхоти і без бронетехніки. Це була половинчаста міра наступу; в цьому була ваша основна помилка».
Крім того, фельдмаршал сер Гарольд Александер у своїй офіційній доповіді видав висновок: «Фактичний перебіг подій був, мабуть, найбільш вигідним у кінцевому підсумку».
Тим не менш, Черчилль продовжував відстоювати свою позиції щодо операції і вважав, що сил було достатньо. Він, очевидно, доклав значних політичних зусиль, щоб забезпечити певні ресурси, особливо додаткові LST, необхідні для доставки другої дивізії на берег, а також спеціальні підрозділи, необхідні для успішного проведення висадки, такі як 504-й парашутно-десантний полк. Він стверджував, що навіть незалежно від тактичного результату операції, вона мала потрібну стратегічну вигоду з точки зору більш широкої війни. Після висадки німецьке верховне командування відмовилося від планів перекинути п'ять найкращих дивізій Кессельрінга до Північно-Західної Європи. Це, очевидно, пішло на користь майбутній операції «Оверлорд». Черчилль також мав переконатися, що британські війська в Італії роблять свій внесок у війну в той час, коли радянська Червона армія зазнавала величезних втрат на Східному фронті.
Через зміну плану Кларка операція «Діадема» (під час якої 5-та армія США і 8-ма британська армія зазнали 44 000 втрат) не досягла своєї мети — знищення німецької 10-ї армії. Вона також прирекла союзників на ще один рік виснажливих та кровопролитних боїв в Італії, зокрема при прориві укріплень Готської лінії з серпня 1944 року по березень 1945 року.
Найбільша втрата полягала в тому, що якби основні зусилля VI корпусу армії США продовжували наступати на напрямку Вальмонтону з 26 травня, Кларк, ймовірно, міг би досягти Риму швидше, ніж за напрямом на північний захід від Чистерни. VI корпус також міг би перерізати шосе 6 і потім чинити набагато потужний тиск на 10-ту армію противника, ніж це сталося насправді.

## Цікаві факти
Серед учасників морської десантної операції в Анціо брали участь такі особи:
- Крістофер Лі — англійський актор і музикант; під час боїв на плацдармі пілот 260-ї ескадрильї Королівських ПС;
- Джеймс Арнесс — американський актор; служачи в 3-й піхотній дивізії, був важко поранений на фронті в Анціо, в результаті чого на все життя злегка кульгав;
- Джеймс Чічестер-Кларк — військовослужбовець британської 1-ї піхотної дивізії, який згодом став п'ятим прем'єр-міністром Північної Ірландії та восьмим лідером Ольстерської юніоністської партії;
- Денис Хілі — офіцер забезпечення британської штурмової бригади в Анціо; згодом міністр оборони Лейбористської партії та канцлер казначейства;
- Оді Леон Мерфі — штаб-сержант армії США, кавалер Медалі Пошани, удостоєний найбільшої кількості нагород за особисту мужність і героїзм на полі бою, майбутня кінозірка Голлівуду;
- Вільям Сідні — майор британської армії, командир роти 5-го Гренадерського гвардійського полку, кавалер хреста Вікторії;
- Джон Вільям Вессі — військовослужбовець 34-ї американської піхотної дивізії; майбутній генерал армії США, голова Об'єднаного комітету начальників штабів та заступник начальника штабу армії;
- Френк Ширан — військовослужбовець 45-ї американської піхотної дивізії; в подальшому профспілковий діяч, тісно пов'язаний з мафіозною сім'єю Буфаліно;